# Dědeček je lepší než pes
Dědeček je lepší než pes je československý rodinný film z roku 1989 režírovaný Ivo Novákem, dramaturgem filmu byl Jiří Bednář.

## Děj filmu
Jirka Novák touží mít psa. Na Mikuláše se účastní mikulášských návštěv u příbuzných svého spolužáka Zdeňka Kadraby. Mikuláše dělá Zdeňkův děda Kadraba. Když se celá výprava vrátí domů, před bytovkou, kde Jirka a Zdeněk bydlí, postává jiný Mikuláš. Děda Kadraba v mikulášském kostýmu zve druhého Mikuláše k nim domů, ale Mikuláš odmítne. Zdeňkovi rodiče zvou Jirku k nim, ale ten jde domů, protože mu má telefonovat maminka. Doma v lednici najde ovoce, a protože je doma sám, hledá nějaký zajímavý program v televizi. Za chvíli mu volá maminka, že přijdou domů pozdě, protože tatínek udělal poslední zkoušku, ke které mu má Jirka poblahopřát, až přijdou domů. Jirka si jde ke Kadrabům půjčit jejich psa Žolíka (aby nemusel odemykat, strčí mezi dveře botu), ten mu ale na chodbě uteče. Když psa hledá, osloví ho Mikuláš a dá mu balíček s bonbony. Jirka dál hledá Žolíka, a mezitím Mikuláš zmizí.
Jirka najde Žolíka u nich v bytě, kde Žolík právě umazal gauč. Když Jirka vyhlédne z okna, uvidí druhého Mikuláše utíkat k multikáře. Vyběhne ven a poprosí Zdeňkova tátu, jestli by se s nimi mohl svézt svým autem a druhého Mikuláše dohonit. Zdeňkův táta souhlasí a když už druhého Mikuláše skoro dostihnou, multikára projede průjezdem, kterým auto Zdeňkova táty neprojede. Jirka tedy vystoupí a dál pokračuje pěšky.
Jirka dojde až k zahradnictví, kam multikára zajela. Ze zahradnictví uvidí vycházet pána, který jde do domu kousek naproti. Jirka se vrátí k zahradnictví, ale tam už se nic dalšího neděje, pouze potká skupinu s dalším Mikulášem. Jirka tedy jde domů.
Doma už jsou rodiče a maminka Jirku hubuje, že nechal doma svítit a hrát televizi a že Žolík umazal gauč. Potom Jirku pošle se umýt, po chvíli za ním zajde do koupelny a připomene mu, aby poblahopřál tatínkovi ke zkoušce. Jirka se pochlubí dárkem od Mikuláše, a protože si rodiče myslí, že bonbóny jsou od dědy Kadraby, maminka říká tatínkovi, aby se s dědou Kadrabou vyrovnal. Jirka se marně snaží vysvětlit, že bonbóny má od jiného Mikuláše.
Druhý den Zdeňkův táta veze Zdeňka a Jirku do školy a dědu Kadrabu na nádraží. Zdeněk se zeptá dědy Kadraby, jestli byl pořád dědečkem, a ten mu odpoví, že ne, že nejdřív byl klukem, potom tátou a teprve pak dědečkem. Protože Jirka tvrdí, že on má jenom jednoho dědečka, děda Kadraba mu vysvětlí, že každý má mít dva dědečky, jednoho jako tatínka tatínka a druhého jako tatínka maminky.
Večer se Jirka doma ptá rodičů, jestli ten dědeček, za kterým jezdili, byl tatínek maminky nebo tatínka a dozví se, že to byl tatínek maminky. Proto se zeptá tatínka, na jeho tatínka. Tomu se otázka nelíbí, proto Jirku pošle spát s tím, že se ho má zeptat později. Z pokoje Jirka zaslechne, jak tatínek říká mamince, že o tatínkovi (Jirkově dědovi) už 10 let nic neví.
Jirka jde na policii, kde chce ohlásit ztraceného dědu; policista mu poradí, že děda může být třeba v domově důchodců. Když se policista dozví, že to má být tatínkův tatínek, řekne Jirkovi jmenuje Novák. Jirka tedy navštíví domov důchodců, kde sice několik dědečků najde, ale žádný z nich není jeho. Jirka se přizná, že dědu nikdy neviděl a dědečci v domově důchodců mu navrhnou, aby se podíval na fotografie. Jirka doma najde starší album, kde na jedné z fotografií uvidí dům kousek od zahradnictví a před ním svého tatínka jako malého chlapce se jeho tatínkem.
Druhý den se k tomu domu vydá a od právě vycházejícího pána se dozví, že pan Novák je v zahradnictví. Jirka tedy jde do zahradnictví, kde svého dědu opravdu najde. Povídají si a Jirka se dozví, že děda má jít na operaci. Děda následně odveze Jirku domů a dá mu vánoční stromeček.
Jirkův tatínek se zlobí, že se Jirka setkal s dědou a zakáže mu za ním chodit. Potom mu nabídne, že psa, po kterém Jirka tak touží, přece jenom dostane. Druhý den jde do obchodu koupit psí boudu, ale v prodejně boudy nemají; prodavač mu doporučí, ať si nějakou stluče z prkýnek sám. Na tržnici dostane Jirka od prodavačky několik rozbitých beden od zeleniny, které si vleče domů, ale než dojde domů, sebere mu je zaměstnanec technických služeb a hodí mezi právě odvážený odpad.
Jirka se rozhodne jít do zahradnictví, ale tam už dědu nenajde. Na štědrý večer dostane Jirka hodně dárků i slíbeného psa. Po psu už ale Jirka netouží, protože dědeček je lepší než pes. Následující den jde Jirka se svými rodiči navštívit dědu do nemocnice.

## Obsazení
| Jan Kalous            | Jirka Novák               |
| Jan Hrušínský         | Novák, Jirkův otec        |
| Jana Pehrová-Krausová | Nováková, Jirkova matka   |
| Jakub Zdeněk          | Zdeněk Kadraba            |
| Michal Pešek          | Kadraba, Zdeňkův otec     |
| Renata Honzovičová    | Kadrabová, Zdeňkova matka |
| Radoslav Brzobohatý   | Novák, Jirkův děda        |
| Lubomír Lipský        | Kadraba, Zdeňkův děda     |

Dále hrají: Kateřina Lojdová (příbuzná Kadrabových), Jindřich Hinke (Emil, Zdeňkův strýc), Karolína Frýdecká (příbuzná Kadrabových), Monika Žáková (příbuzná Kadrabových), František Staněk (příbuzný Kadrabových), Miloslav Homola (nadporučík SNB), Karel Koloušek (důchodce), Karel Čížek (důchodce), Svatopluk Mikeska (důchodce), Jindřich Hrdý (mladý muž), Milan Duchek (mladík s multikárou), Lubomír Kostelka (prodavač), Běla Jurdová (prodavačka)

## Tvůrci a štáb
- Režie: Ivo Novák
- Námět a scénář: Vladimír Kalina
- Dramaturg: Jiří Bednář
- Hlavní kameraman: František Hanák
- Vedoucí výrobního štábu: Ilona Jirásková
- Hudba: Petr Hapka
- Text písně: Petr Rada
- Zvuk: Pavel Vekrbauer
- Střih: Michael Kořán
- Architekt: Josef Diviš
- Výtvarník kostýmů: Stella Drozdová

Dále spolupracovali: Václav Fiala (hudební režie), Milada Novotná (masky), Eva Honzíková a Karel Houška (střih záznamu), Zdeněk Švarc (asistent režie), Luďka Mužíková (skript), Magda Ratajová (pomocná režie)